# Puerto Bonito (Perú)
Puerto Bonito es una playa nudista peruana a orillas del océano Pacífico en el distrito de San Antonio, provincia de Cañete, en el departamento de Lima.

## Ubicación
Puerto Bonito se encuentra en el kilómetro 72 de la ruta nacional PE-1S, en las afueras del área metropolitana de Lima. Forma parte de toda un área conocida como playa Barrancadero por los barrancos que la rodean, lo que la hace de acceso difícil.

## Historia
En 2003 el lugar llama la atención de la Asociación Nudista Naturista de Lima (ANNLI), creada el 13 de enero del mismo año, que buscaba un lugar en donde poder practicar el nudismo y naturismo en Lima; el sector que escogieron era una zona marginal de Barrancadero, decidiendo cambiar el nombre de su sector a Puerto Bonito para evitar conflicto con otra asociación que llevaba el nombre de la playa.
La ANNLI, denominado en la playa como Naturismo Perú, se encarga de su cuidado y la protección, además de evitar que personas con malas intenciones o potenciales acosadores sexuales ingresen al lugar, también Puerto Bonito tiene un estricto control sobre las actividades que se pueden realizar en la playa, estando las insinuaciones y relaciones sexuales a la intemperie prohibidas.